# Power Rangers
Power Rangers er en Amerikansk tv-serie, der startede i 1993. Serien kørte på TV3 både med original sprog og dansk tale.

## Historie
Legenden fortæller, at når Mørkets Kræfter rejser sig, vil fem modige teenage troldmænd blive tilkaldt for at kæmpe for planetens overlevelse. Under vejledning af deres vise mentor og Bogen om det Ukendte begiver de sig af sted på magiske eventyr, møder mystiske drager, kæmper mod farlige udyr, møder ren ondskab og forvandles til Power Rangers Mystic Force!

## Tv-serier
1. Mighty Morphin Power Rangers (1993)
2. Mighty Morphin Power Rangers  (1994)
3. Mighty Morphin Alien Rangers (1995)
4. Power Rangers Zeo (1996)
5. Power Rangers Turbo (1997)
6. Power Rangers In Space (1998)
7. Power Rangers Lost Galaxy (1999)
8. Power Rangers Lightspeed Rescue (2000)
9. Power Rangers Time Force (2001)
10. Power Rangers Wild Force (2002)
11. Power Rangers Ninja Storm (2003)
12. Power Rangers Dino Thunder (2004)
13. Power Rangers S.P.D. (2005)
14. Power Rangers Mystic Force (2006)
15. Power Rangers Operation Overdrive (2007)
16. Power Rangers Jungle Fury (2008)
17. Power Rangers R.P.M. (2009)
18. Power Rangers Samurai (2011)
19. Power Rangers Super Samurai (2012)
20. Power Rangers Megaforce (2013)
21. Power Rangers Super Megaforce (2014)
22. Power Rangers Dino Charge (2015)
23. Power Rangers Dino Super Charge (2016)
24. Power Rangers Ninja Steel (2017)
25. Power Rangers Super Ninja Steel (2018)
26. Power Rangers Beast Morphers (2019)
27. Power Rangers Super Beast Morphers (2020)
28. Power Rangers Dino Fury (2021)

## Medvirkende
- David Yost: Billy Cranston (Blue Ranger) (Dansk stemme: Peter Zhelder)
- Austin St. John: Jason Lee Scott (Red Ranger) (Dansk stemme: Lars Thiesgaard)
- Thuy Trang: Trinni (Yellow Ranger)  (Dansk stemme: Ann Hjort)
- Walter Jones: Zack Taylor (Black Ranger) (Dansk stemme: Dennis Hansen)
- Amy Jo Johnson: Kimberly (Pink Ranger) (Dansk Stemme: Pauline Rehne)
- Jason David Frank: Tommy Oliver (Green Ranger)
- Richard Steven Horvitz: Alpha 5
- Paul Schrier: Farkas 'Bulk' Bulkmeier
- Jason Narvy: Eugene 'Skull' Skullovitch
- Taro Arakawa: Zordon
- Rita Repulsa blev spillet af Barbara Goodson og Machiko Soga

Lars Thiesgaard, Peter Zhelder, Ann Hjort, Dennis Hansen og Pauline Rehne stod også for de danske stemmer til de øvrige personer i serien